# Vogelsberger
La vogelsberger ou rotes höhenvieh (abrégé en RHV) est une race bovine d'origine allemande.

## Origine
Elle appartient au rameau de races rouge de la Baltique venu de Prusse orientale. Elle est élevée depuis longtemps en Hesse. Au XIXe siècle, son élevage a connu un engouement pour sa production de lait avant d'être supplanté par la fleckvieh. En 1885, le livre généalogique est créé. Au XXe siècle, elle a subi l'influence de croisements avec l'angeln et la danoise rouge. Elle a subi une tentative de fusion avec la deutsches rotbunte. Il reste quelques individus de race pure en Hesse. Un programme de sauvegarde est en place, et l'effectif est en légère croissance avec 300 vaches et 20 taureaux en 1996.

## Morphologie
Elle porte une robe uniformément rouge avec des nuances acajou ou chocolat. Elle a de courtes cornes claires à pointes noires tournées vers l'avant. 
La vache mesure 130 cm pour 500 kg et le taureau 140 cm pour 600 kg.

## Qualités
C'est une race classée mixte pour la production de lait (4 000 kg par lactation pour 4,5 % de taux butyrique) et de viande. Elle a aussi été utilisée autrefois pour sa force de traction.

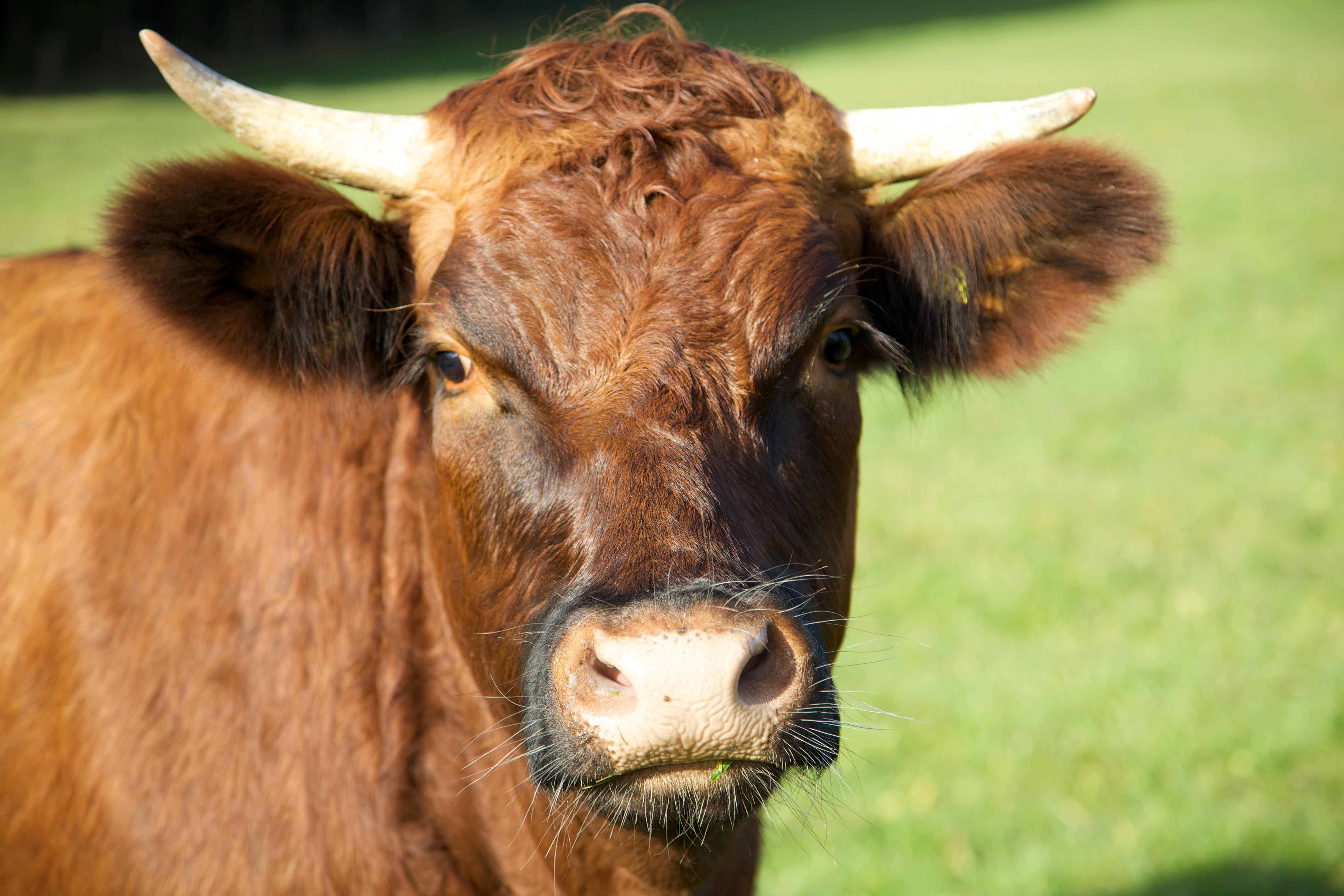
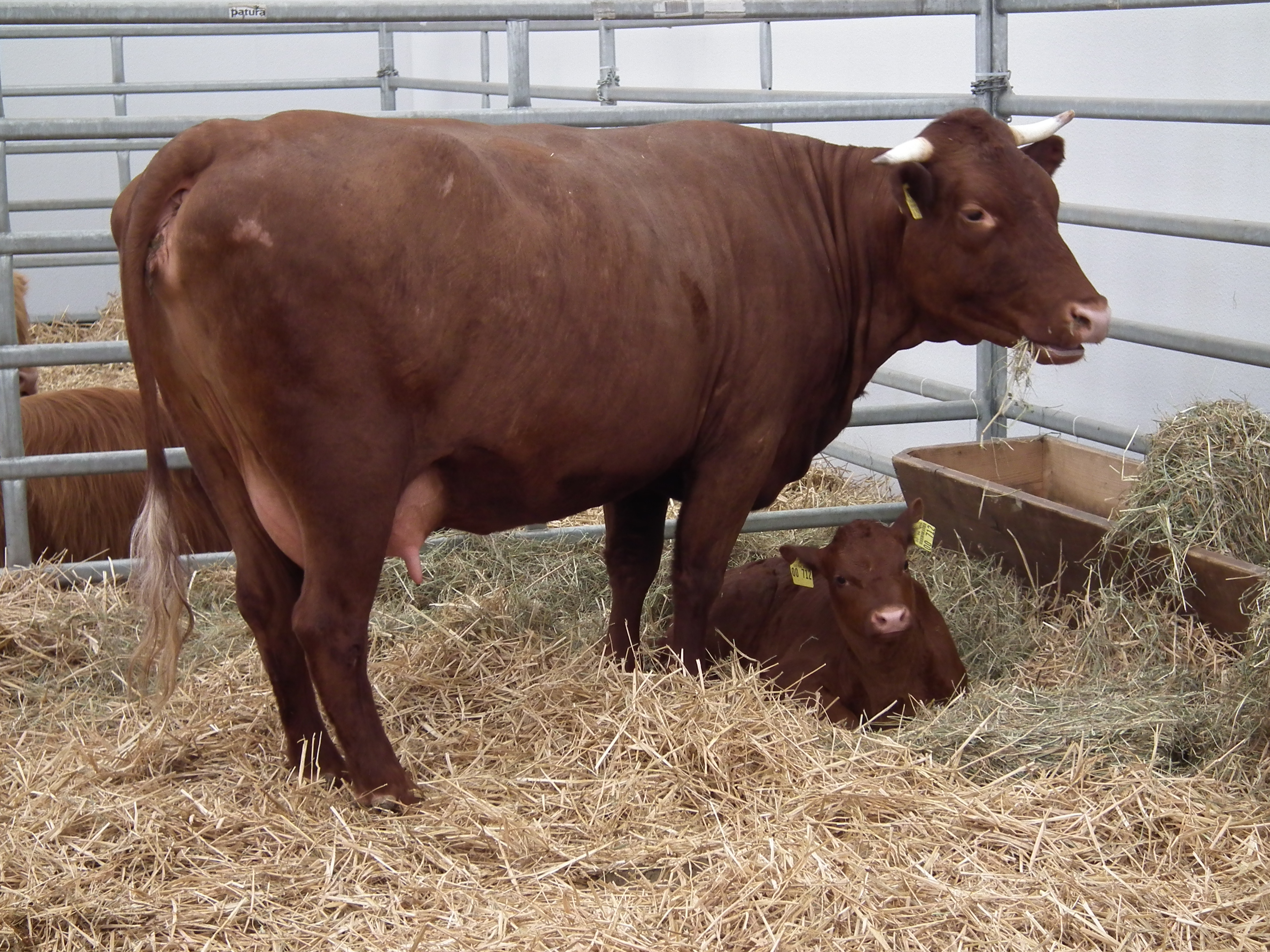
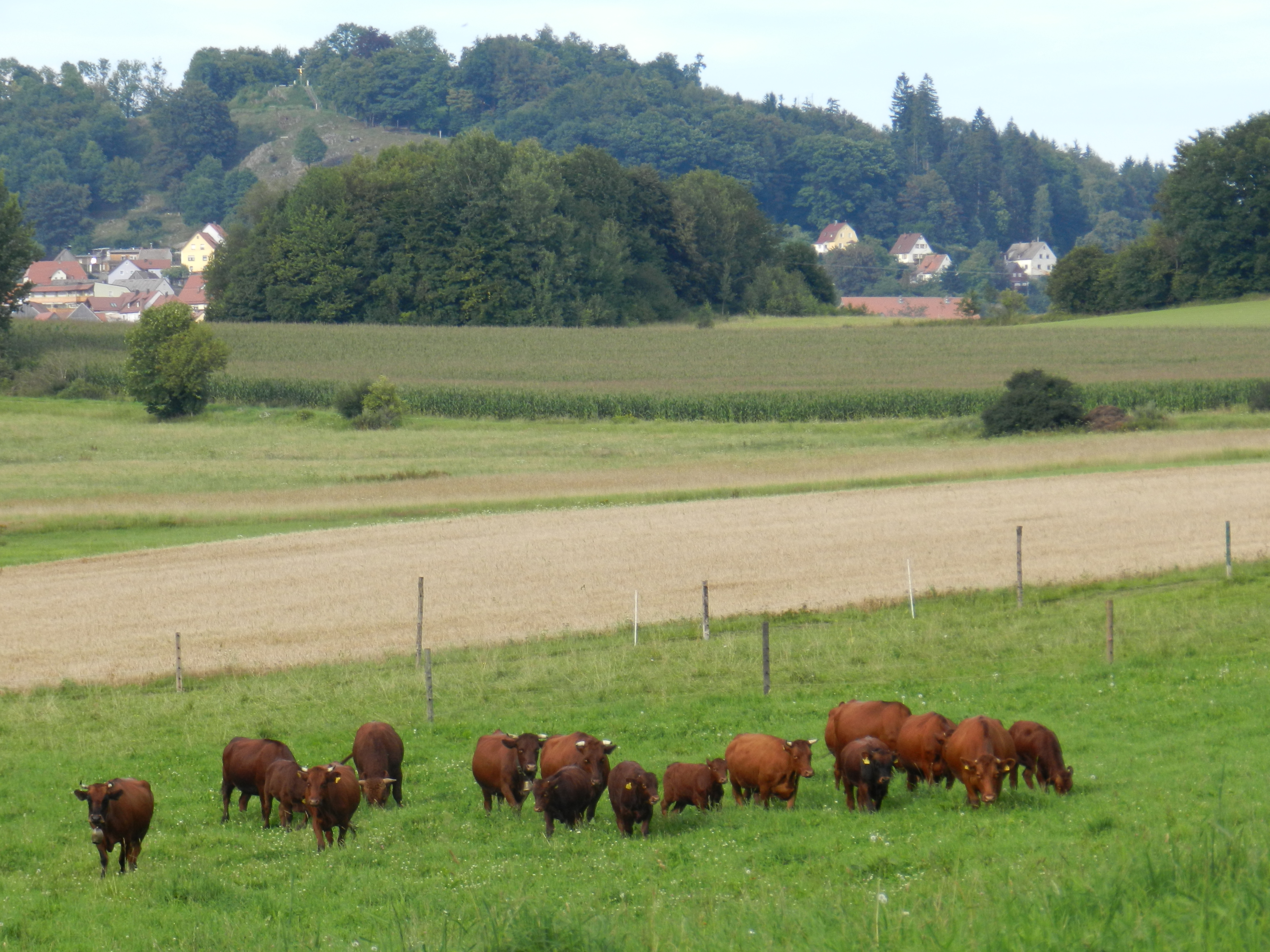
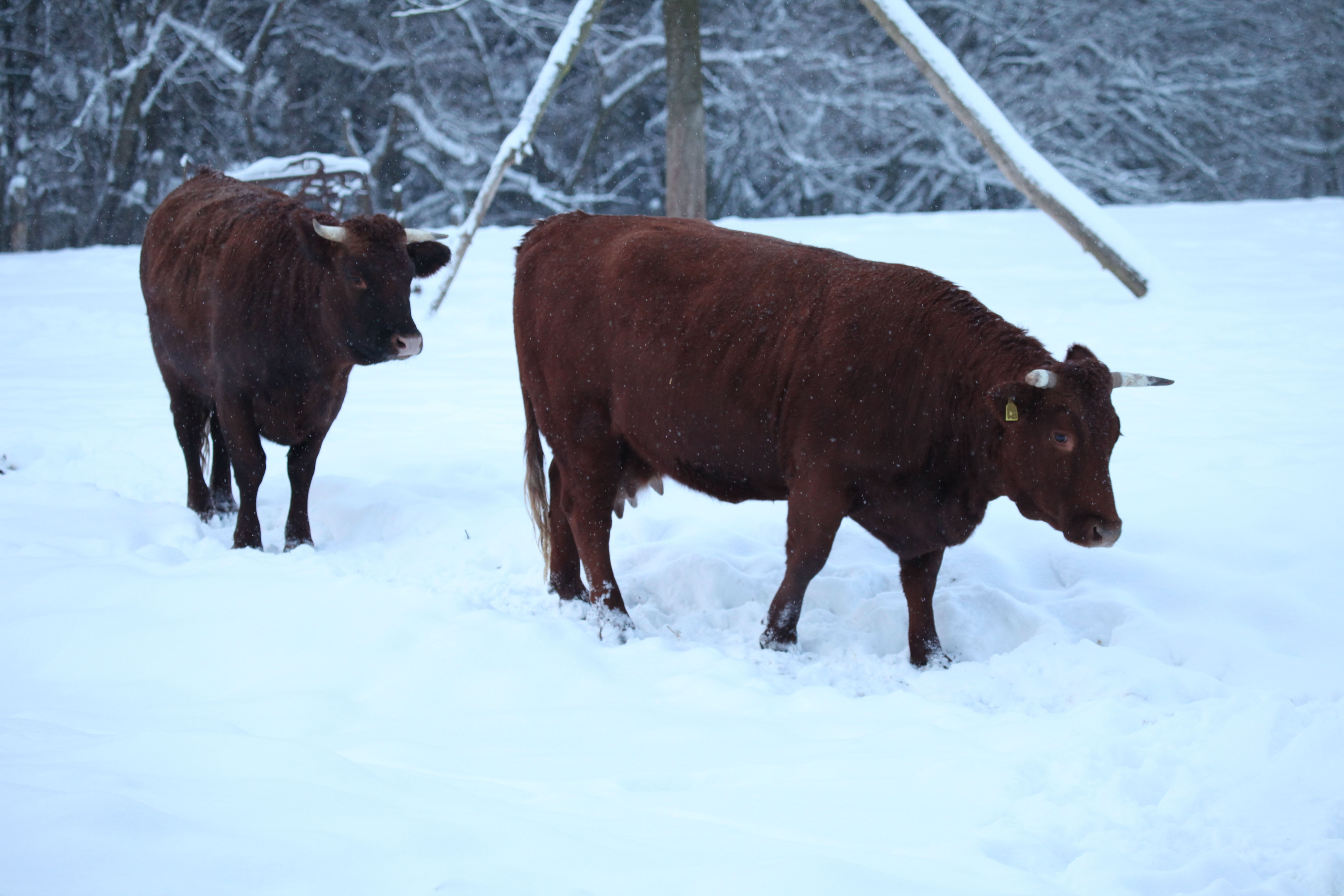
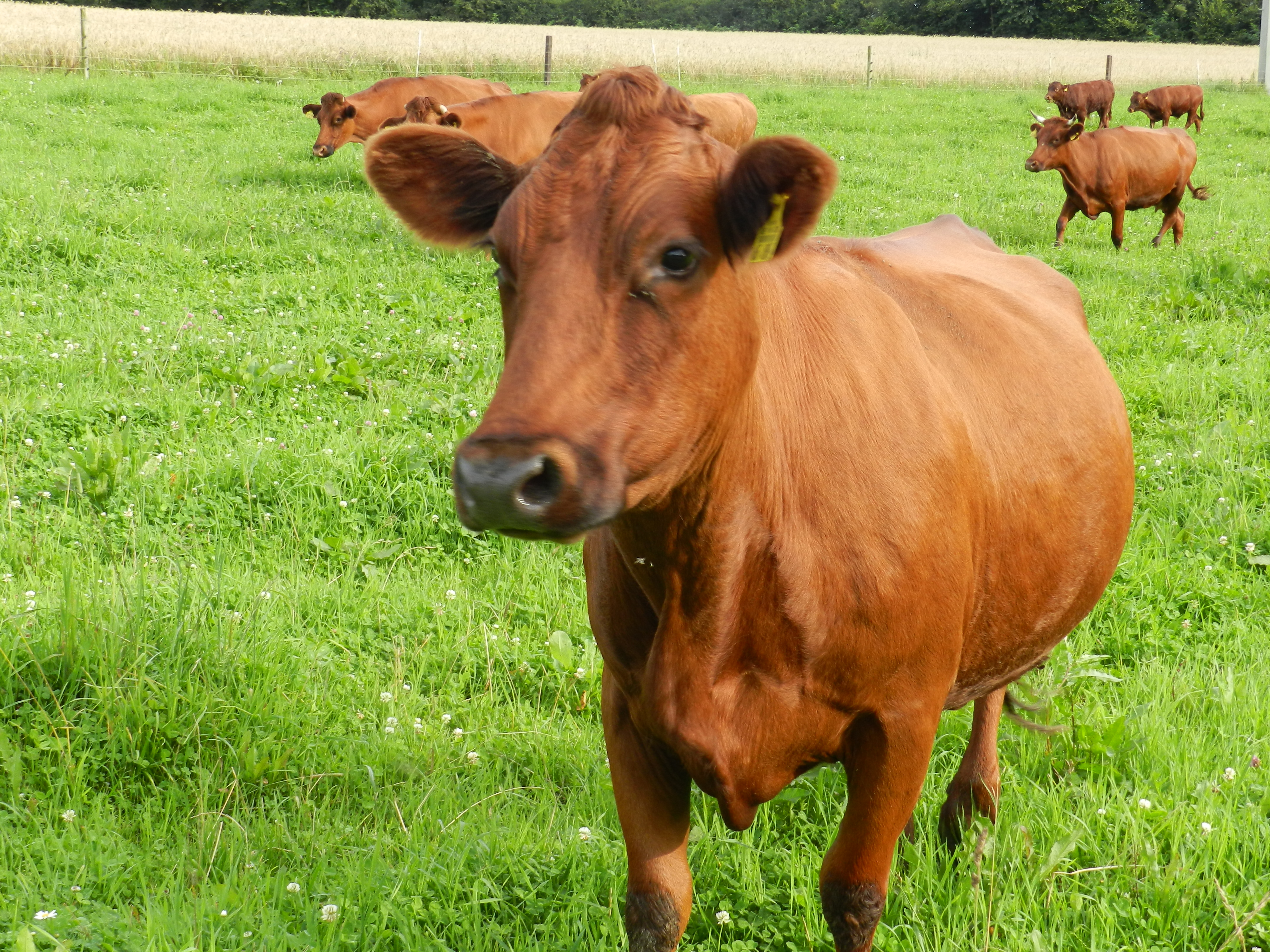